# الوراثة (قصة قصيرة)
الوراثة عبارة عن قصة قصيرة من الخيال العلمي بواسطة الكاتب الأمريكي إسحاق أسيموف، وقد كتب أزيموف قصته الثالثة والعشرون في أغسطس 1940 بعنوان (التوأم)، وقد تم رفضها من قِبل جون دبليو كامبل محرر مجلة الخيال العلمي في 29 أوغست وتم قبولها من قِبَل فريدريك بوهل في 4 سبتمبر حيث ظهرت في عدد أبريل 1941 من مجلة (قصص مذهلة) تحت عنوان (الوراثة) وتم إعادة طباعتها في عام 1972 ضمن مجموعة (أوائل عاصموف)، وقد أصبحت هيردتي ثاني قصة لأزيموف يتم تجليدها بصور مرسومة.

## ملخص حبكة القصة
لقد تم التفريق بين التوأمين المتشابهين إلين وجورج كارتر في وقت الولادة كجزء من دراسة حالات التوائم للإجابة على مسألة الرعاية مقابل الطبيعة. لقد تمت تربية إلين في منطقة مزدهرة من الارض بينما تمت تربية جورج في منطقة محلية على حدود مجتمع غانيميد. في الخامسة والعشرين  من عمرهما تم تعريفهما ببعضهما وطُلب منهما القيام بأعمال الزراعة في مزرعة العائلة في المريخ حيث عليهم العمل مع بعضهم في كل الأعمال اليومية والاحداث غير المعتادة، وقد وجدوا انفسهم مرغمين بالتعاون مع بعضهما البعض واستخدام تقنية بدائية من أجل النجاة من عاصفة ترابية كبيرة، وبعد فترة من عدم الارتياح لبعضهما البعض بدأوا بتكوين علاقة متينة بينهما.